# Laura Gauché
Laura Gauché (ur. 4 marca 1995 w Moûtiers) – francuska narciarka alpejska, olimpijka.

## Kariera
Po raz pierwszy na arenie międzynarodowej pojawiła się 8 marca 2011 roku podczas zawodów FIS Race we francuskiej miejscowości Megève. Zajęła wtedy 49. miejsce w supergigancie. W 2013 roku wystartowała na mistrzostwach świata juniorów w Québecu, gdzie zajęła 20. miejsce w zjeździe i 25. w supergigancie. Jeszcze trzykrotnie startowała w zawodach tego cyklu, zajmując między innymi dziesiątą pozycję w zjeździe i kombinacji podczas mistrzostw świata juniorów w Soczi w 2016 roku.
Debiut w Pucharze Świata zanotowała 11 stycznia 2014 roku, kiedy to w Altenmarkt im Pongau zajęła 49. miejsce w zjeździe. Pierwsze pucharowe punkty zdobyła 22 stycznia 2017 roku w Garmisch-Partenkirchen, plasując się na 26. miejscu w supergigancie. Na podium zawodów tego cyklu pierwszy raz stanęła 26 lutego 2023 roku w Crans-Montana, kończąc zjazd na trzeciej pozycji. W zawodach tych wyprzedziły ją jedynie dwie Włoszki: Sofia Goggia i Federica Brignone.
Startowała na igrzyskach olimpijskich w Pjongczangu, zajmując 22. lokatę w zjeździe i 12. w superkombinacji. Na rozgrywanych cztery lata później igrzyskach w Pekinie była ósma w kombinacji, dziesiąta w zjeździe i szesnasta w supergigancie. Była też między innymi siódma w kombinacji podczas mistrzostw świata w Cortina d’Ampezzo w 2021 roku i mistrzostw świata w Courchevel/Méribel dwa lata później.

## Osiągnięcia

### Igrzyska olimpijskie
| Miejsce | Dzień     | Rok  | Miejscowość | Konkurencja     | Czas biegu | Strata | Zwyciężczyni     |
| ------- | --------- | ---- | ----------- | --------------- | ---------- | ------ | ---------------- |
| 22.     | 21 lutego | 2018 | Pjongczang  | Zjazd           | 1:39,22    | +3,07  | Sofia Goggia     |
| 12.     | 22 lutego | 2018 | Pjongczang  | Superkombinacja | 2:20,90    | +3,89  | Michelle Gisin   |
| 16.     | 11 lutego | 2022 | Pekin       | Supergigant     | 1:13,51    | +1,36  | Lara Gut-Behrami |
| 10.     | 15 lutego | 2022 | Pekin       | Zjazd           | 1:31,87    | +1,60  | Corinne Suter    |
| 8.      | 17 lutego | 2022 | Pekin       | Superkombinacja | 2:25,67    | +4,37  | Michelle Gisin   |

### Mistrzostwa świata
| Miejsce | Dzień     | Rok  | Miejscowość        | Konkurencja     | Czas biegu | Strata | Zwyciężczyni      |
| ------- | --------- | ---- | ------------------ | --------------- | ---------- | ------ | ----------------- |
| 26.     | 11 lutego | 2021 | Cortina d’Ampezzo  | Supergigant     | 1:25,51    | +2,87  | Lara Gut-Behrami  |
| 20.     | 13 lutego | 2021 | Cortina d’Ampezzo  | Zjazd           | 1:34,27    | +2,14  | Corinne Suter     |
| 11.     | 15 lutego | 2021 | Cortina d’Ampezzo  | Superkombinacja | 2:07,22    | +3,64  | Mikaela Shiffrin  |
| 7.      | 6 lutego  | 2023 | Courchevel/Méribel | Kombinacja      | 1:57,47    | +3,71  | Federica Brignone |
| 14.     | 8 lutego  | 2023 | Courchevel/Méribel | Supergigant     | 1:28,06    | +0,92  | Marta Bassino     |
| 12.     | 11 lutego | 2023 | Courchevel/Méribel | Zjazd           | 1:28,03    | +1,03  | Jasmine Flury     |

### Mistrzostwa świata juniorów
| Miejsce | Dzień     | Rok  | Miejscowość | Konkurencja     | Czas biegu | Strata | Zwyciężczyni        |
| ------- | --------- | ---- | ----------- | --------------- | ---------- | ------ | ------------------- |
| 25.     | 24 lutego | 2013 | Québec      | Supergigant     | 1:00,89    | +2,15  | Stephanie Venier    |
| 20.     | 26 lutego | 2013 | Québec      | Zjazd           | 1:11,18    | +1,37  | Jennifer Piot       |
| 13.     | 3 marca   | 2014 | Jasná       | Supergigant     | 1:14,71    | +1,44  | Corinne Suter       |
| 28.     | 3 marca   | 2014 | Jasná       | Superkombinacja | 2:11,34    | +4,79  | Elisabeth Kappauer  |
| 24.     | 5 marca   | 2014 | Jasná       | Zjazd           | 1:24,19    | +2,78  | Corinne Suter       |
| DNS2    | 10 marca  | 2015 | Hafjell     | Superkombinacja | 2:08,54    | -      | Rahel Kopp          |
| 25.     | 10 marca  | 2015 | Hafjell     | Supergigant     | 1:23,81    | +2,14  | Federica Sosio      |
| 21.     | 13 marca  | 2015 | Hafjell     | Zjazd           | 1:32,58    | +2,19  | Mina Fürst Holtmann |
| 19.     | 27 lutego | 2016 | Soczi       | Zjazd           | 1:13,95    | +1,68  | Valérie Grenier     |
| 10.     | 29 lutego | 2016 | Soczi       | Supergigant     | 1:10,48    | +1,26  | Nina Ortlieb        |
| 10.     | 1 marca   | 2016 | Soczi       | Superkombinacja | 1:59,32    | +3,00  | Aline Danioth       |
| 13.     | 2 marca   | 2016 | Soczi       | Gigant          | 2:12,39    | +3,15  | Jasmina Suter       |

### Puchar Świata

#### Miejsca w klasyfikacji generalnej
- sezon 2016/2017: 102.
- sezon 2017/2018: 65.
- sezon 2018/2019: 100.
- sezon 2019/2020: 97.
- sezon 2020/2021: 64.
- sezon 2021/2022: 37.
- sezon 2022/2023:

#### Miejsca na podium
1. Crans-Montana – 26 lutego 2023 (zjazd) – 3. miejsce